# Aer Lingus Regional
Aer Lingus Regional est une marque d'Aer Lingus concernant les vols locaux et régionaux, dont les vols sont opérés par la compagnie aérienne irlandaise Emerald Airlines, succédant à  Stobart Air. Aer Lingus Regional propose des vols commerciaux depuis l'Irlande à destination du Royaume-Uni, de la France et des Îles Anglo-Normandes. Elle est basée à Cork et Dublin.

## Histoire

### Fondation
Une première possibilité d'alliance est annoncée le 6 janvier 2010 par Aer Lingus, qui souhaite développer son activité vers le Royaume-Uni, à l'aide de la défunte Aer Arann.
Le 26 janvier 2010, cette alliance est confirmée, avec l'annonce d'une nouvelle franchise. Le même jour, de nouvelles routes depuis Dublin vers Doncaster-Sheffield et Durham Tees Valley sont annoncées par Aer Lingus Regional, en plus de la nouvelle ligne Cork-Glasgow. Il est également prévu que les lignes effectuées depuis et vers Cork par Aer Arann seront transférées à Aer Lingus, de même que celles de Blackpool et Cardiff vers Dublin.
Il est décidé qu'Aer Arann opèrera toutes les lignes d'Aer Lingus Regional, avec le personnel d'Aer Arann, sous la bannière d'Aer Lingus Regional.
Le 11 juillet 2012, Aer Arann annonce son intention d'acheter 8 ATR 72-600. La première livraison a lieu en avril 2013.
Le 20 mars 2014, Aer Arann se dissout dans la compagnie aérienne Stobart Air, dans le but d'obtenir de nouvelles franchises supplémentaires, sans remettre en cause son implication avec Aer Lingus Regional.
En 2021, Emerald Airlines avait été choisie par Aer Lingus à la suite de la liquidation de Stobart Air, l'ancien opérateur des services régionaux d'Aer Lingus, 

## Destinations

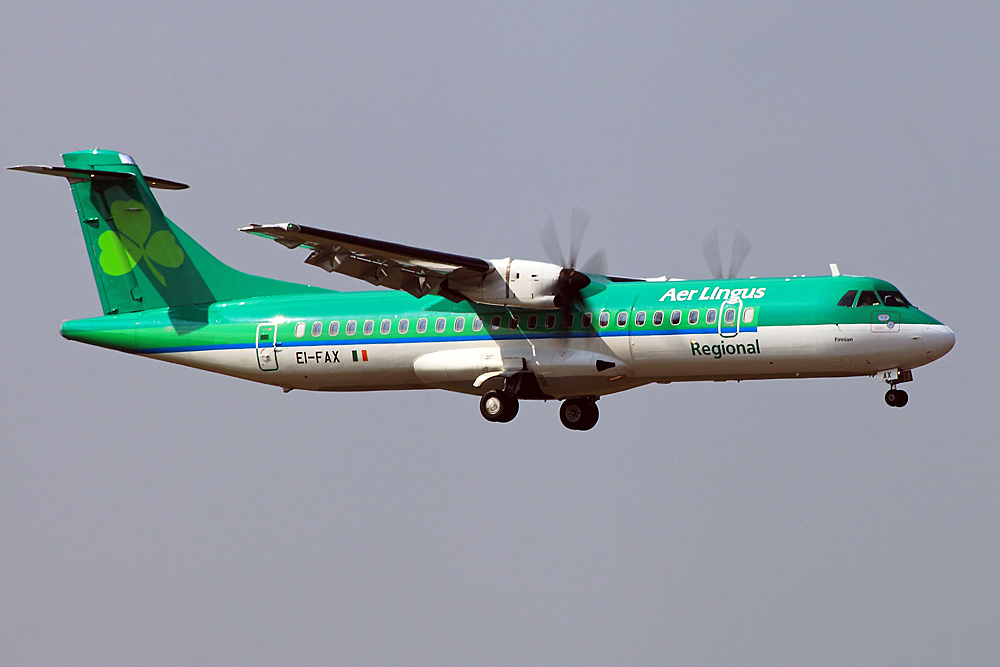
Aer Lingus Regional ATR 72-600

En mars 2015, Aer Lingus Regional proposait les destinations suivantes:
Dépendances de la Couronne Britannique

- Ile de Man
- Jersey (saisonnier)

France
- Rennes (saisonnier)

Irlande
- Cork (Base)
- Donegal
- Dublin (Base)
- Kerry
- Shannon[6]

Royaume-Uni
- Aberdeen
- Birmingham
- Bristol
- Cardiff
- Doncaster/Sheffield
- East Midlands
- Edinburgh
- Glasgow-International
- Leeds/Bradford
- Manchester
- Newcastle upon Tyne
- Newquay (saisonnier)[7]

## Flotte
La flotte d'Aer Lingus Regional, opérée par Emerald Airlines, comprend les appareils suivants, d'une moyenne d'âge de 7 ans (en mars 2022),: